# 平安名埼燈塔
平安名埼燈塔為日本沖繩縣宮古島東平安名岬突端所建立之大型燈塔，被選為「日本燈塔50選」之一。其周邊風景環境被評選為「日本都市公園100選」之一。

## 歷史
- 1967年（昭和42）3月27日設置、初點燈。當初稱呼為東平安名岬燈塔，由琉球政府來管理。
- 1972年（昭和47）5月15日復歸日本本土管理，管理業務由海上保安廳來繼續承接，名稱改為平安名埼燈塔。
- 1996年（平成8）11月開始成為對外開放的參觀燈塔。

## 燈塔結構與行政諸元

### 燈塔結構諸元
- 航路標識番號：7169 [F4737]。
- 塔身塗色・構造：塔身為白色，塔形為八角形水泥混凝土造。
- 燈器：LB-90型燈器。
- 燈質：單閃赤白互光（毎20秒、白1閃光、赤1閃光）
- 實効光度：白光290,000cd
赤光250,000cd。
- 光程：18.0浬＜約33km＞。
- 明弧：全度。
- 塔高＜地上～塔頂＞：24.5m。
- 燈高＜平均海面～燈火＞：43m。
- 燈塔座標：北緯24度43分10秒、東經125度28分07秒。

### 燈塔行政諸元
- 管轄機關：日本海上保安廳第11管區海上保安本部。
- 初點燈：1967年（昭和42年）3月27日。
- 所在地：沖繩縣宮古島市城邊保良1221-14。

## 參觀資訊
- 對外開放（費用中學生以上200日圓、小學生以下免費），可登塔參觀。

## 交通
- 從宮古機場驅車至此約35分鐘。

## 周邊環境
- 東平安名崎
- 西平安名崎

## 關連項目
- 日本燈塔50選
- 參觀燈塔
- 宮古島市
- 沖繩縣燈塔列表

## 外部連結
- 東平安名岬 （日語）
- 平安名埼燈台 （页面存档备份，存于） （日語）
- ＜岬と灯台写真館＞　東平安名崎と平安名埼灯台（沖縄県） （日語）